# Lautrach
Lautrach är en kommun och ort i Landkreis Unterallgäu i Regierungsbezirk Schwaben i förbundslandet Bayern i Tyskland.
Kommunen ingår i kommunalförbundet Illerwinke tillsammans med köpingen Legau och kommunen Kronburg.